# Ghiacciaio Carlson
Il ghiacciaio Carlson (in inglese Carlson Glacier) è un ghiacciaio lungo 16 km situato sulla costa di Fallières, nella parte sud-occidentale della Terra di Graham, in Antartide. Il ghiacciaio, il cui punto più alto si trova a circa 220 m s.l.m., fluisce verso nord fra il monte Edgell, a ovest, e i colli Relay, a est, fino ad arrivare nella zona sud-orientale della Baia Margherita, dove una volta alimentava la piattaforma di ghiaccio Wordie, scomparsa nell'aprile del 2009.

## Storia
Il ghiacciaio Carlson è stato fotografato per la prima volta dalla marina militare statunitense nel 1966 ed è stato poi oggetto di ricognizioni da parte del British Antarctic Survey tra il 1970 e il 1973. La formazione è stata poi così battezzata dal Comitato consultivo dei nomi antartici in onore del capitano della U.S. Navy Burford A. Carlson, meteorologo della forza di supporto navale durante le operazioni Deep Freeze del 1970 e del 1971.